# La Paz FC
La Paz FC is een Boliviaanse voetbalclub uit de hoofdstad La Paz. De club stond eerst bekend als Atlético González en promoveerde in 2003 naar de hoogste klasse. Het is de derde belangrijkste profclub uit La Paz, na Club Bolívar en The Strongest, beide clubs die een veel grotere historie hebben dan La Paz FC. In 2013 degradeerde de club na negen seizoenen uit de hoogste klasse. Wegens financiële problemen werd de club hierna ontbonden.

## Erelijst
- Copa Simón Bolívar

2003

## Bekende (oud-)spelers
- Daniel Chávez
- Leonardo Fernández